# La Colmena, Ixhuatlán de Madero
La Colmena är en ort i Mexiko.   Den ligger i kommunen Ixhuatlán de Madero och delstaten Veracruz, i den sydöstra delen av landet, 190 km nordost om huvudstaden Mexico City. La Colmena ligger 258 meter över havet och antalet invånare är 186.
Terrängen runt La Colmena är kuperad åt nordväst, men åt sydost är den platt. Runt La Colmena är det ganska tätbefolkat, med 65 invånare per kvadratkilometer. Närmaste större samhälle är Benito Juárez, 16,5 km väster om La Colmena. Omgivningarna runt La Colmena är en mosaik av jordbruksmark och naturlig växtlighet.